# ICC Champions Trophy 2025
L'ICC Champions Trophy 2025 è stata la nona edizione del torneo ICC Champions Trophy, si è disputato in Pakistan e negli Emirati Arabi Uniti dal 19 febbraio al 9 marzo 2025 ed è statp disputato dalle prime otto squadre nazionali maschili qualificate dalla Coppa del Mondo di cricket 2023.

## Il torneo
L'ICC Champions Trophy è un torneo di cricket One Day International (ODI) che si svolge con cadenza quadriennale e viene organizzato dall'International Cricket Council. Il torneo, che ha avuto la sua edizione inaugurale nel 1998 sotto il nome di ICC KnockOut Trophy, inizialmente si svolgeva con cadenza biennale. Nel 2002, il torneo è stato rinominato ICC Champions Trophy e, a partire dal 2009, è diventato un evento quadriennale. Nel 2016, l'ICC ha deciso di annullare le edizioni future del torneo dopo l'edizione del 2017, con l'intento di concentrare gli eventi principali su un solo torneo per ciascun formato di cricket internazionale. Tuttavia, nel novembre 2021, come parte del ciclo degli eventi maschili dell'ICC per il periodo 2024-2031, è stato annunciato che l'ICC Champions Trophy sarebbe stato ripristinato a partire dal 2025.

### Selezione del paese ospitante
Il Pakistan è stato designato come paese ospitante dell'ICC Champions Trophy 2025 il 16 novembre 2021, nell'ambito del ciclo di ospitanti maschili dell'ICC per il periodo 2024-2031. Questo sarà il primo torneo internazionale di cricket ospitato dal Pakistan dopo quasi 29 anni, a seguito dell'attacco del 2009 alla squadra dello Sri Lanka. L'ultimo grande torneo che si è svolto nel paese è stata la Coppa del Mondo di Cricket 1996, che il Pakistan ha co-ospitato insieme a India e Sri Lanka. Gli Emirati Arabi Uniti sono stati annunciati come co-ospitanti del torneo a causa del rifiuto dell'India di giocare in Pakistan.

### Formato
Il formato della competizione è rimasto invariato dal 2006, anno in cui sono state introdotte otto squadre nel torneo. Le otto squadre partecipanti sono suddivise in due gruppi da quattro, con ciascuna squadra che affronta una volta ogni altra squadra del proprio gruppo. Le prime due squadre di ciascun gruppo avanzano alle semifinali, determinando le due finaliste che si confronteranno nella partita finale.

### Crisi diplomatica con l'India
La rivalità tra India e Pakistan nel cricket è stata profondamente influenzata dalle tensioni politiche tra i due paesi. Nel novembre 2023, il Pakistan Cricket Board (PCB) ha incontrato l'ICC Executive Board per discutere della possibilità di un risarcimento qualora l'India si fosse rifiutata di giocare in Pakistan. Un anno dopo, il Board of Control for Cricket in India (BCCI) ha comunicato all'ICC che l'India non avrebbe partecipato al torneo in Pakistan, citando motivi di sicurezza. In risposta, il Pakistan ha richiesto una spiegazione ufficiale e inizialmente ha respinto il modello ibrido proposto.
Il 19 dicembre 2024, a seguito di un accordo tra il BCCI e il PCB, l'ICC ha annunciato che l'ICC Champions Trophy, previsto per febbraio e marzo 2025, si sarebbe svolto sia in Pakistan che in una sede neutrale. L'ICC ha confermato che, tra il 2024 e il 2027, tutte le partite tra India e Pakistan, ospitate dai due paesi in eventi ICC, si sarebbero giocate in una sede neutrale. Tale disposizione riguarderà anche la Coppa del Mondo di cricket femminile del 2025, ospitata dall'India, ma solo se il Pakistan si qualificherà, e la Coppa del Mondo T20 Maschile del 2026, ospitata da India e Sri Lanka. È stato inoltre annunciato che il Pakistan ospiterà la coppa del Mondo T20 femminile del 2028, con accordi per l'uso di una sede neutrale. Il 24 dicembre 2024 è stato annunciato che il Dubai International Cricket Stadium negli Emirati Arabi Uniti sarebbe stato scelto come sede neutrale per il torneo.

### Montepremio
Il 14 febbraio 2025, l'ICC ha annunciato l'assegnazione del montepremi per l'ICC Champions Trophy 2025. I vincitori del torneo riceveranno un premio in denaro di 2,24 milioni di dollari, mentre ogni squadra partecipante otterrà un ulteriore importo di 125.000 dollari per la semplice partecipazione. Il montepremi totale del torneo è stato aumentato del 53% rispetto all'edizione del 2017, raggiungendo la cifra di 6,9 milioni di dollari.
| Posto                  | Squadre | Amount        | Amount        |
| Posto                  | Squadre | Per team      | Totale        |
| ---------------------- | ------- | ------------- | ------------- |
| Campioni               | 1       | $2.24 milioni | $2.24 milioni |
| Finalista              | 1       | $1.12 milioni | $1.12 milioni |
| Semifinalista          | 2       | $560,000      | $1.12 milioni |
| 5th–6th posto (Gironi) | 2       | $350,000      | $700,000      |
| 7th–8th posto (Gironi) | 2       | $140,000      | $280,000      |
| Partecipanti           | 8       | $125,000      | $1 milioni    |
| Totale                 | 8       | $6.9 milioni  | $6.9 milioni  |

## Qualificazioni
Il Pakistan si è qualificato automaticamente per l'ICC Champions Trophy 2025 in quanto paese ospitante. Le altre sette squadre partecipanti sono state selezionate in base ai punteggi più alti ottenuti durante la fase a gironi della Coppa del Mondo di Cricket del 2023. Per la prima volta, gli ex campioni dello Sri Lanka non sono riusciti a qualificarsi per il torneo, mentre l'Afghanistan farà il suo debutto nella competizione.
| Metodo qualificazione | Data                         | Sede  | No. di teams | Team          | Partecipazioni | Ultima partecipazione |
| --------------------- | ---------------------------- | ----- | ------------ | ------------- | -------------- | --------------------- |
| Host                  | 16 novembre 2021             | N.D.  | 1            | Pakistan      | 9              | 2017                  |
| Migliori 7 squadre    | 5 ottobre – 19 novembre 2023 | India | 7            | Afghanistan   | Debutto        | N.D.                  |
| Migliori 7 squadre    | 5 ottobre – 19 novembre 2023 | India | 7            | Australia     | 9              | 2017                  |
| Migliori 7 squadre    | 5 ottobre – 19 novembre 2023 | India | 7            | Bangladesh    | 6              | 2017                  |
| Migliori 7 squadre    | 5 ottobre – 19 novembre 2023 | India | 7            | Inghilterra   | 9              | 2017                  |
| Migliori 7 squadre    | 5 ottobre – 19 novembre 2023 | India | 7            | India         | 9              | 2017                  |
| Migliori 7 squadre    | 5 ottobre – 19 novembre 2023 | India | 7            | Nuova Zelanda | 9              | 2017                  |
| Migliori 7 squadre    | 5 ottobre – 19 novembre 2023 | India | 7            | Sudafrica     | 9              | 2017                  |
| Totale                |                              |       | 8            |               |                |                       |

## Sedi
Nel dicembre 2022, il Pakistan Cricket Board ha ottenuto l'approvazione dal governo del Pakistan per la costruzione di un nuovo stadio di cricket a Islamabad, destinato ad ospitare il torneo. Il 28 aprile 2024, sono state proposte tre sedi esistenti per l'evento: Karachi, Lahore e Rawalpindi. Le partite del torneo si svolgeranno in queste città pakistane, mentre l'India giocherà a Dubai.
| Pakistan                          | Pakistan                                 | Pakistan                           |
| Karachi                           | Lahore                                   | Rawalpindi                         |
| --------------------------------- | ---------------------------------------- | ---------------------------------- |
| National Stadium                  | Gaddafi Stadium                          | Rawalpindi Cricket Stadium         |
| 30,000                            | 34,000                                   | 20,000                             |
| Partite: 3                        | Partite: 5 (fase a eliminazione diretta) | Partite: 3                         |
| National Stadium, Karachi in 2025 | Gaddafi Stadium in 2025                  | Rawalpindi Cricket Stadium in 2023 |

| Emirati Arabi Uniti                  |
| Dubai                                |
| ------------------------------------ |
| Dubai International Cricket Stadium  |
| 25,000                               |
| Partite: 5 (ev. semifinale e finale) |
| Dubai Cricket Stadium in 2012        |

## Arbitri
Il 5 febbraio 2025, l'ICC ha pubblicato la lista degli arbitri e dei giudici di gara per l'ICC Champions Trophy 2025. Il programma degli ufficiali di gara per la fase a gironi è stato confermato il 10 febbraio 2025.
Arbitri
- Kumar Dharmasena
- Chris Gaffaney
- Michael Gough
- Adrian Holdstock
- Richard Illingworth
- Richard Kettleborough
- Ahsan Raza
- Paul Reiffel
- Sharfuddoula
- Rodney Tucker
- Alex Wharf
- Joel Wilson

Match referees
- David Boon
- Ranjan Madugalle
- Andrew Pycroft

## Partite di preparazione
Le partite di preparazione si sono svolte dal 14 al 17 febbraio 2025, in vista del torneo principale. Il Pakistan Cricket Board (PCB) aveva nominato tre squadre Shaheens per le partite di preparazione contro Afghanistan, Sudafrica e Bangladesh, insieme a una partita tra Afghanistan e Nuova Zelanda.
| 14 febbraio 2025 Referto |

| Pakistan Shaheens | v | Afghanistan      |
| 314/8 (50 overs)  |   | 170 (38.4 overs) |
|                   |   |                  |

- Afganistan vince il sorteggio e decide di difendere

| 16 febbraio 2025 Referto |

| Afghanistan      | v | Nuova Zelanda      |
| 305/9 (50 overs) |   | 308/8 (47.5 overs) |
|                  |   |                    |

- Afganistan vince il sorteggio e decide di battere

| 17 febbraio 2025 Referto |

| Pakistan Shaheens | v | Sudafrica        |
| 322/8 (50 overs)  |   | 324/7 (49 overs) |
|                   |   |                  |

- Sud Africa vince il sorteggio e decide di difendere

| 17 febbraio 2025 Referto |

| Bangladesh       | v | Pakistan Shaheens  |
| 202 (38.2 overs) |   | 206/3 (34.5 overs) |
|                  |   |                    |

- Bangladesh vince il sorteggio e decide di battere

## Fase a giorni
L'ICC ha annunciato i gruppi e il relativo calendario il 24 dicembre 2024, con le partite della fase a gironi che si svolgeranno dal 19 febbraio al 2 marzo 2025. Le otto squadre sono state suddivise in due gruppi da quattro, con ogni squadra che affronterà le altre tre squadre del proprio gruppo per un totale di 15 partite. La partita inaugurale ha visto affrontarsi i padroni di casa del Pakistan e la Nuova Zelanda, al National Stadium di Karachi.
| Fase a giorni                                   | Fase a giorni                                       |
| Gruppo A                                        | Gruppo B                                            |
| ----------------------------------------------- | --------------------------------------------------- |
| - Bangladesh - India - Nuova Zelanda - Pakistan | - Afghanistan - Australia - Inghilterra - Sudafrica |

### Gruppo A

#### Classifica
| Pos | Squadra       | G | V | P | T | NR | Pt | NRR    |            |
| --- | ------------- | - | - | - | - | -- | -- | ------ | ---------- |
| 1   | India         | 3 | 3 | 0 | 0 | 0  | 6  | 0,715  | Semifinale |
| 2   | Nuova Zelanda | 3 | 2 | 1 | 0 | 0  | 4  | 0,267  | Semifinale |
| 3   | Bangladesh    | 3 | 0 | 2 | 0 | 1  | 1  | −0,443 |            |
| 4   | Pakistan (H)  | 3 | 0 | 2 | 0 | 1  | 1  | −1,087 |            |

#### Partite
| 19 febbraio 2025 Referto |

| Pakistan         | v | Nuova Zelanda    |
| 260 (47.2 overs) |   | 320/5 (50 overs) |
|                  |   |                  |

- Pakistan vince il sorteggio e decide di difendere

| 20 febbraio 2025 Referto |

| Bangladesh       | v | India              |
| 228 (49.4 overs) |   | 231/4 (46.3 overs) |
|                  |   |                    |

- Bangladesh vince il sorteggio e decide di battere

| 23 febbraio 2025 Referto |

| Pakistan         | v | India              |
| 241 (49.4 overs) |   | 244/4 (42.3 overs) |
|                  |   |                    |

- Pakistan vince il sorteggio e decide di battere

| 24 febbraio 2025 Referto |

| Bangladesh       | v | Nuova Zelanda      |
| 236/9 (50 overs) |   | 240/5 (46.1 overs) |
|                  |   |                    |

- Nuova Zelanda vince il sorteggio e decide di difendere

| 27 febbraio 2025 Referto |

| Pakistan | v | Bangladesh |
|          |   |            |
|          |   |            |

- Sorteggio non effettuato

| 2 marzo 2025 Referto |

| India            | v | Nuova Zelanda    |
| 249/9 (50 overs) |   | 205 (45.3 overs) |
|                  |   |                  |

- Nuova Zelanda vince il sorteggio e decide di difendere

### Gruppo B

#### Classifica
| Pos | Squadra     | G | V | P | T | NR | Pt | NRR    |            |
| --- | ----------- | - | - | - | - | -- | -- | ------ | ---------- |
| 1   | Sudafrica   | 3 | 2 | 0 | 0 | 1  | 5  | 2,395  | Semifinale |
| 2   | Australia   | 3 | 1 | 0 | 0 | 2  | 4  | 0,475  | Semifinale |
| 3   | Afghanistan | 3 | 1 | 1 | 0 | 1  | 3  | −0,990 |            |
| 4   | Inghilterra | 3 | 0 | 3 | 0 | 0  | 0  | −1,159 |            |

#### Partite
| 21 febbraio 2025 Referto |

| Afghanistan      | v | Sudafrica        |
| 208 (43.3 overs) |   | 315/6 (50 overs) |
|                  |   |                  |

- Sudafrica vince il sorteggio e decide di battere

| 22 febbraio 2025 Referto |

| Australia          | v | Inghilterra      |
| 356/5 (47.3 overs) |   | 351/8 (50 overs) |
|                    |   |                  |

- Australia vince il sorteggio e decide di difendere

| 25 febbraio 2025 Referto |

| Australia | v | Sudafrica |
|           |   |           |
|           |   |           |

- Sorteggio non effettuato

| 26 febbraio 2025 Referto |

| Afghanistan      | v | Inghilterra      |
| 325/7 (50 overs) |   | 317 (49.5 overs) |
|                  |   |                  |

- Afghanistan vince il sorteggio e decide di battere

| 28 febbraio 2025 Referto |

| Afghanistan      | v | Australia          |
| 273 (50.0 overs) |   | 109/1 (12.5 overs) |
|                  |   |                    |

- Afghanistan vince il sorteggio e decide di battere

| 1 marzo 2025 Referto |

| Inghilterra        | v | Sudafrica        |
| 181/3 (29.1 overs) |   | 179 (38.2 overs) |
|                    |   |                  |

- Inghilterra vince il sorteggio e decide di battere

## Fase a gironi
|  | Semifinali | Semifinali    | Semifinali         |               |                  | Finale           | Finale           | Finale |  |
|  |            |               |                    |               |                  |                  |                  |        |  |
|  | A1         | India         | 267/6 (48.1 overs) |               |                  |                  |                  |        |  |
|  | A1         | India         | 267/6 (48.1 overs) |               |                  |                  |                  |        |  |
|  | B2         | Australia     | 264 (49.3 overs)   |               |                  |                  |                  |        |  |
|  | B2         | Australia     | 264 (49.3 overs)   |               | SF1W             | India            | 254/6 (49 overs) |        |  |
|  |            |               |                    |               | SF1W             | India            | 254/6 (49 overs) |        |  |
|  |            |               | SF2W               | Nuova Zelanda | 251/7 (50 overs) |                  |                  |        |  |
|  | B1         | Sudafrica     | SF2W               | Nuova Zelanda | 251/7 (50 overs) | 312/9 (50 overs) |                  |        |  |
|  | B1         | Sudafrica     |                    |               |                  |                  |                  |        |  |
|  | A2         | Nuova Zelanda | 362/6 (50 overs)   |               |                  |                  |                  |        |  |

### Partite
Semifinale
| 4 marzo 2025 (D/N) Referto |

| India              | v | Australia        |
| 267/6 (48.1 overs) |   | 264 (49.3 overs) |
|                    |   |                  |

- Australia vince il sorteggio e decide di battere

| 5 marzo 2025 (D/N) Referto |

| Sudafrica        | v | Nuova Zelanda    |
| 312/9 (50 overs) |   | 362/6 (50 overs) |
|                  |   |                  |

- Nuova Zelanda vince il sorteggio e decide di battere

Finale
| 9 marzo 2025 (D/N) Referto |

| India            | v | Nuova Zelanda    |
| 254/6 (49 overs) |   | 251/7 (50 overs) |
|                  |   |                  |

- Nuova Zelanda vince il sorteggio e decide di battere

## Statistiche

### Battuta
Maggior numero di runs
| Runs                 | Giocatore       | Inns. | HS   | Ave   | SR     | 100s | 50s | 4s | 6s |
| -------------------- | --------------- | ----- | ---- | ----- | ------ | ---- | --- | -- | -- |
| 263                  | Rachin Ravindra | 4     | 108  | 65.75 | 106.47 | 2    | 0   | 29 | 3  |
| 243                  | Shreyas Iyer    | 5     | 79   | 48.60 | 79.41  | 0    | 2   | 16 | 5  |
| 227                  | Ben Duckett     | 3     | 165  | 75.66 | 108.61 | 1    | 0   | 25 | 3  |
| 225                  | Joe Root        | 3     | 120  | 75.00 | 96.56  | 1    | 1   | 19 | 2  |
| 218                  | Virat Kohli     | 5     | 100* | 54.50 | 82.88  | 1    | 1   | 15 | 0  |
| Fonte: ESPN Cricinfo |                 |       |      |       |        |      |     |    |    |

### Difesa
Maggior numero di wickets
| Wickets              | Giocatore          | Inns | Ave   | Econ | BBI  | SR    | 5W |
| -------------------- | ------------------ | ---- | ----- | ---- | ---- | ----- | -- |
| 10                   | Matt Henry         | 4    | 16.70 | 5.32 | 5/42 | 18.80 | 1  |
| 9                    | Varun Chakravarthy | 3    | 15.11 | 4.53 | 5/42 | 20.00 | 1  |
| 9                    | Mitchell Santner   | 5    | 27.71 | 4.85 | 3/43 | 34.28 | 0  |
| 9                    | Mohammed Shami     | 5    | 25.88 | 5.68 | 5/53 | 27.33 | 1  |
| 7                    | Azmatullah Omarzai | 3    | 20.00 | 6.72 | 5/58 | 17.85 | 1  |
| 7                    | Ben Dwarshuis      | 3    | 21.71 | 5.84 | 3/47 | 22.28 | 0  |
| Fonte: ESPN Cricinfo |                    |      |       |      |      |       |    |